# Haut-commissaire pour les minorités nationales
 (février 2022).
Si vous disposez d'ouvrages ou d'articles de référence ou si vous connaissez des sites web de qualité traitant du thème abordé ici, merci de compléter l'article en donnant les références utiles à sa vérifiabilité et en les liant à la section « Notes et références ».
Créé le 8 juillet 1992 par la réunion au sommet d'Helsinki de la Conférence sur la sécurité et la coopération en Europe (CSCE), aujourd'hui connue sous le nom d'Organisation pour la sécurité et la coopération en Europe (OSCE), le haut-commissaire pour les minorités nationales (HCMN) est chargé d'identifier et de rechercher une résolution rapide des tensions ethniques qui pourraient mettre en danger la paix, la stabilité ou les relations amicales entre et au sein des États participants de l'OSCE. Le HCMN se concentre sur l'espace de l'OSCE et alerte l'Organisation lorsqu'une situation est susceptible de se transformer en conflit. L'Organisation compte 57 États participants en Amérique du Nord, en Europe et en Asie. La création du HCMN est généralement considérée comme une « success story » et un instrument utile de prévention des conflits.
Le haut-commissaire pour les minorités nationales intervient donc dans une situation donnée si des tensions impliquant des minorités nationales sont susceptibles de dégénérer en conflit. Ses activités consistent en grande partie à identifier les causes des tensions et des conflits ethniques et à s’attaquer à ces causes. 

## Commissaires
- Max van der Stoel (1993-2001)
- Rolf Ekéus (2001-2007)
- Knut Vollebæk (2007-2013)
- Astrid Thors (2013-2016)
- Lamberto Zannier (2017-2020)
- Kaïrat Abdrakhmanov (2020-2024)
- Christophe Kamp (depuis 2024)